# Diodon
Diodon là chi cá nóc điển hình của họ Diodontidae.

## Đặc điểm phân biệt
Các loài các nóc thuộc chi Diodon có những đặc điểm phân biệt dưới đây:
- gai có hai gốc, có thể di chuyển (có nguồn gốc từ vảy biến đổi) phân bố trên cơ thể.
- hàm giống mỏ, dùng để nghiền nát con mồi có vỏ cứng (các loài giáp xác và động vật thân mềm).[2]

Chúng khác với các loài cá nóc thuộc các chi Cyclichthys và Chilomycterus, vốn có những gai cứng cố định.

## Cơ chế phòng thủ
- Giống như cá nóc thực sự thuộc họ Tetraodontidae, các loài cá nóc Diodon có thể tự phồng lên. Khi đó, những chiếc gai dựng đứng sẽ vuông góc với da, gây ra khó khăn lớn cho những kẻ săn mồi: một con cá Diodon lớn phồng lên hoàn toàn có thể làm một con cá mập nghẹt thở đến chết. Theo Charles Darwin trong The Voyage Of the Beagle (1845), Darwin được Bác sĩ Allen ở Forres, Vương quốc Anh cho biết rằng Diodon thực sự đã được tìm thấy "trôi nổi khi còn sống và căng phồng trong dạ dày của cá mập". Con cá được cho là đã bị cá mập nuốt nhưng đã tự phồng lên và gây ra cái chết cho kẻ tấn công nó.[3]
- Chúng có thể gây độc, thông qua sự tích tụ của tetrodotoxin hoặc ciguatera.[2]

## Các loài

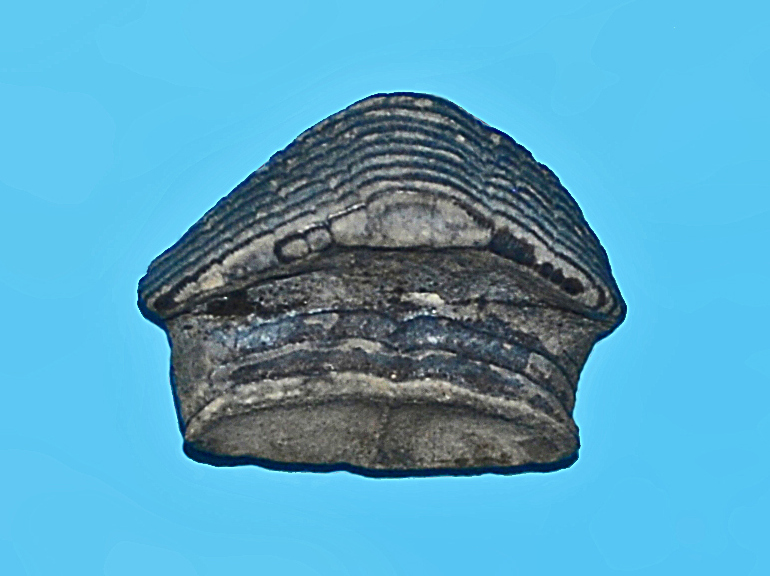
Răng hóa thạch của Diodon. Miocene của Hoa Kỳ

### Các loài hiện hữu
Hiện tại có 5 loài còn tồn tại được ghi nhận trong chi này: 
| Hình ảnh | Tên khoa học                                | Tên thông dụng               | Phân bổ                                                                                         |
| -------- | ------------------------------------------- | ---------------------------- | ----------------------------------------------------------------------------------------------- |
|          | Diodon eydouxii Brisout de Barneville, 1846 | Pelagic porcupinefish        | circumtropical distribution                                                                     |
|          | Diodon holocanthus Linnaeus, 1758           | Long-spined porcupinefish    | tropical zones of major seas and oceans                                                         |
|          | Diodon hystrix Linnaeus, 1758 ()            | Spot-fin porcupinefish       | tropical and subtropical waters of the world, including the Mediterranean Sea                   |
|          | Diodon liturosus G. Shaw, 1804              | Black-blotched porcupinefish | tropical and subtropical waters of the Indo-Pacific area from eastern coasts of Africa to Japan |
|          | Diodon nicthemerus G. Cuvier, 1818          | Slender-spined porcupinefish | southern Australia, as far north as Port Jackson to Geraldton, Western Australia                |

### Hóa thạch
Hóa thạch của cá Diodon được biết đến từ các tầng biển có niên đại từ kỷ Tam. Chúng khá tương tự như các loài hiện đại. Các loài hóa thạch bao gồm:
- Diodon tenuispinus.
- Diodon scyllai.